# Guild Wars 2
 (mars 2017).
Si vous disposez d'ouvrages ou d'articles de référence ou si vous connaissez des sites web de qualité traitant du thème abordé ici, merci de compléter l'article en donnant les références utiles à sa vérifiabilité et en les liant à la section « Notes et références ».
Guild Wars 2 est un jeu de rôle en ligne massivement multijoueur (MMORPG) développé par ArenaNet et distribué par NCsoft, sorti le 28 août 2012.
Le jeu se déroule sur le continent fictif Tyrie, 250 ans après les événements de Guild Wars, à la suite de plusieurs cataclysmes causés par le réveil des dragons ancestraux, des créatures qui peuvent rivaliser avec les Dieux de Tyrie. Par rapport au premier Guild Wars, cet opus bénéficie d'un nouveau gameplay. L'essentiel du jeu ne se déroule plus dans des zones instanciées mais dans un vaste monde persistant.
Le jeu reçoit un accueil positif de la part de la presse spécialisée. Après la sortie du jeu, ArenaNet propose régulièrement des mises à jour visant à améliorer le jeu ou à rajouter de nouvelles zones de jeu. De plus, le jeu propose cinq extensions rajoutant de nouvelles options, zones et/ou professions : Heart of Thorns (2015), Path of Fire 2017), End of Dragons (2022), Secrets of the Obscure (2023) et Janthir Wilds (2024). Une sixième extension, Visions of Eternity, est prévue pour octobre 2025.

## Synopsis
Plus de 250 ans se sont écoulés depuis la victoire des héros sur les Destructeurs dans Guild Wars: Eye of the North, le monde a bien changé et, en Tyrie, l'espèce humaine n'est plus la race prédominante. Outre l'émergence des nouvelles races, plusieurs grands cataclysmes se sont abattus sur le continent. Ces catastrophes ont, pour la plupart d'entre elles, été causées par le réveil des dragons ancestraux, des créatures qui peuvent rivaliser avec les Dieux de Tyrie, dont le premier a été Primordus qui était derrière l’apparition des Destructeurs.
Le royaume englouti d'Orr, qui a détruit la capitale de l'Arche du Lion et submergé la plupart des villages côtiers, a refait surface. L'ancien emplacement de l'Arche du Lion sert maintenant de base aux corsaires, malfrats et pirates en tous genres. On y raconte même que dans cet endroit se situerait un portail permettant d'accéder au nouveau panthéon des héros. La nouvelle capitale des humains est le Promontoire Divin. Les Norns ont été chassés vers le sud, vers les terres abandonnées depuis la transformation des Nains, par le réveil du dragon des glaces. Ils sont maintenant en guerre contre les draguerres. Les Charrs ont définitivement conquis le royaume d'Ascalon, qui autrefois leur appartenait, bien avant que les humains n'y apparaissent. Ils doivent maintenant affronter un autre dragon gigantesque. Les Sylvaris qui viennent de naître de l'arbre planté par Ronan et gardé par Ventari commencent à explorer le monde. De leur côté, les Asuras essaient de se faire une place à la surface en offrant leurs services aux autres races pour relier les villes entre elles par leur réseau de portails (ce qui permettra d'introduire la téléportation pour déplacer son personnage d'une ville à l'autre une fois découvertes, comme dans Guild Wars).
La Tyrie a perdu tout contact avec Cantha peu de temps après que ce continent eut sombré dans l'isolationnisme. Un empereur tyrannique a en effet accédé au pouvoir et rattaché de force à l'Empire les factions inféodées des Luxons et des Kurzicks. Les mers entre la Tyrie et Cantha sont maintenant parcourues par des vaisseaux fantômes, et personne ne sait si la vie existe encore sur Cantha depuis maintenant plusieurs siècles. Les contacts avec Elona sont également rompus depuis que le roi des mort-vivants Palawa Joko a établi sa base dans le Désert de Cristal et a conquis le Pays du Soleil Doré. Les Lanciers du Soleil y ont été traqués et persécutés à travers tout le pays.

## Système de jeu
Guild Wars 2 bénéficie d'un nouveau gameplay par rapport au premier opus Guild Wars. Dans Guild Wars, l'essentiel du jeu se déroulait dans des zones instanciées, alors que la suite est un MMORPG avec un vaste monde persistant. Il est donc possible, de combattre en milieu ouvert tout en rencontrant de nouveaux joueurs.
Il y a également la possibilité de nager dans l'environnement sous-marin, de sauter et de faire des roulades pour l'esquive. L'histoire personnelle se déroule dans des instances où il est toutefois possible d'inviter d'autres joueurs.
Un mécanisme de « chaînes » permettant de vivre différemment la même mission est également implanté. Le principe est de proposer un choix d'action au joueur pour réagir dans une situation soudaine. Par exemple : en pleine mission, un dragon arrive, vous avez la possibilité de fuir, d'attendre qu'il arrive ou utiliser une baliste. Si vous prenez la troisième solution, vous tirez, le dragon s'enfuit, alors que si vous l'aviez attendu, il aurait attaqué. 
Des raids (rassemblement de plusieurs groupes) sont aussi proposés aux joueurs, et le JcJ est toujours aussi présent dans le jeu.
Le JcJ se divise en plusieurs types :
- Le JcJ Structuré qui se joue dans des instances (Battleground) avec des équipes allant du 1vs1 au 8vs8.
- Les tournois qui ont lieu sur les mêmes cartes que le JcJ Structuré mais avec des équipes fixes 5vs5.
- Un nouveau système JcJ, le World vs World vs World (WvsWvsW), opposant trois serveurs d'un même continent, pendant une semaine. Il s'agit de prendre le contrôle de postes avancés (tours, forts ou camps de ravitaillements) et de protéger des caravanes avec un nombre important de joueurs. Plus le serveur contrôle de postes, plus il gagne de points, ce qui donne des bonus pour tous les joueurs du serveur : gain d'expérience plus important, plus de chances de faire des critiques pour la récolte ou l'artisanat, etc.

Le niveau maximum est de 80, contre 20 pour le premier opus.
Le titre propose une zone non instanciée, ce qui signifie donc que des centaines de joueurs peuvent jouer sur la même carte en même temps et en temps réel ; on parle donc de monde persistant. Il y a toujours quelques zones instanciées, mais elles sont destinées au JcJ, aux donjons et à l'histoire personnelle, qui est un système permettant de donner une histoire propre à son personnage selon ses choix.
Lorsqu'un avatar de personnage meurt, il entre dans la phase « À terre ». Il dispose alors d'un laps de temps défini par une nouvelle jauge qui apparaît, la jauge de conscience, pour tuer son adversaire ou être remis sur pied par un allié. En mode à terre, le personnage ne dispose plus que de quatre compétences spécifiques au mode « À terre », dont une est commune à tous; la compétence "Aidez-moi!" qui appelle un allié et permet de régénérer lentement sa barre de vie.

### Le JcE

#### Histoire personnelle
L'histoire personnelle est le scénario, ou plus précisément, l'intrigue principale de Guild Wars 2 qui représente une grande partie du JcE avec les événements dynamiques. Elle est totalement indépendante de ces événements et est racontée à travers des instances de caractères spécifiques et est personnalisé par des décisions prises avant et pendant le gameplay. Il y a potentiellement des milliers de variations dans les histoires qui peuvent être créés.
Les autres joueurs peuvent aider à l'histoire d'un autre joueur, mais ne sont pas en mesure de faire des choix qui affectent le résultat, même si elles peuvent choisir d'accepter le résultat comme la leur. Son ampleur dépend du nombre de joueurs y participant.
Bien que l'histoire soit personnalisée et différente lors de la création du personnage et dans le gameplay, l'Histoire elle-même dans Guild Wars 2 est la même pour tous : combattre les dangereux Dragons Ancestraux. Sur le chemin, pendant la progression, les personnages rencontreront les célèbres membres, aujourd'hui éparpillés, des Héritiers du Destin et auront l'opportunité de s'aligner sur l'un des trois grands ordres (les Veilleurs, l'Ordre du Soupir, le Prieuré de Durmand) qui visent à combattre les Dragons selon leurs propres méthodes.

#### Les événements dynamiques
Un événement dynamique est un événement prenant place dans une zone persistante du monde et qui se déclenche automatiquement au bout d'un certain temps ou par le résultat des actions des joueurs. Ils peuvent avoir plusieurs issues possibles, selon les actions des joueurs durant l'événement. Une fois déclenché, un événement se déroule même si aucun joueur n'agit.
Les événements sont conçus pour remplacer les quêtes traditionnelles dans les MMORPG. Tous les joueurs sont prévenus quand un nouvel événement se déroule autour d'eux, et tous les joueurs peuvent y prendre part, sans devoir interagir au préalable avec un PNJ. Au contraire, il se peut même que les PNJ cherchent l'aide des joueurs, en les appelant à l'aide par exemple. Tous les joueurs participant à un événement reçoivent une récompense, qui n'est pas partagée entre les joueurs. De plus, il n'est en outre pas nécessaire de faire partie du même groupe pour s'entraider lors d'un événement. 
En contrepartie, les événements voient leur difficulté changer dynamiquement en fonction du nombre de joueurs y participant. Il faut toutefois noter que la participation nécessite d'être actif, pas simplement de se tenir dans la région où l'événement prend place.
Les événements permettent de créer un monde en constante évolution : un joueur qui traverse une zone qu'il a déjà visitée pourra bénéficier d'une expérience différente grâce aux événements. Lorsqu'un événement est terminé, tous les joueurs ayant participé reçoivent une récompense, que l'événement ait été réussi ou échoué. Cette récompense est composée d'expérience, d'argent et de karma. La quantité dépend de la réussite de l'événement (un événement réussi offre une plus grande récompense), et de la participation, qui est répartie en trois rangs : médaille d'or, d'argent et de bronze.

#### Les quêtes «cœur»
Dans les cartes, certaines zones contiennent des quêtes à réaliser pour des PNJ qui sont symbolisées par un cœur jaune. Il y  a généralement une quête par niveau, par exemple une zone pour personnages de niveau 20-30 aura dix quêtes avec des niveaux allant de 20 à 30. Pour effectuer ces quêtes il n'est pas nécessaire de parler à un PNJ, les objectifs sont visibles sur la carte ou en pénétrant dans la zone de la quête. Ces objectifs sont multiples, en général 3 ou 4 actions sont possibles, par exemple tuer des monstres, ramasser des objets ou les détruire, nourrir des animaux, arroser des plantes, brûler des objets, parler à des PNJ etc. Chaque action fait progresser une jauge : lorsqu'elle atteint le maximum, la quête est terminée et le joueur reçoit de l'expérience et de l'argent. Le PNJ pour qui la quête a été effectuée se transforme alors en vendeur, proposant des objets contre du Karma. Certains de ces objets sont uniques, cela peut être de l'équipement, de la nourriture à consommer ou des ingrédients pour l'artisanat cuisine.

#### Les donjons
Dans Guild Wars 2, il y a 8 donjons instanciés, contenant chacun deux types de modes, ainsi qu'un donjon plus atypique, les Fractales des Brumes, qui fonctionne par niveaux de difficulté croissant.
- Catacombes d'Ascalon (niveau 30-35)
- Manoir de Caudecus (niveau 40-45)
- Tonnelle du Crépuscule (niveau 50-55)
- Étreinte des Lamentations (niveau 60-65)
- Citadelle de la Flamme (niveau 70-75)
- Honneur des Vagues (niveau 76-80)
- Creuset de l'Éternité (niveau 78-80)
- La Cité en ruine d'Arah (niveau 80)
- Fractales des Brumes (niveau 80)

##### Le mode Scénario
Le mode Scénario (ou Histoire car on suit les aventures des Héritiers du destin) est le premier mode d'exploration d'un donjon : la première traversée se devra donc dans tous les cas d'être faite dans ce mode scénarisé. Ce mode propose des évènements dynamiques internes au donjon, aléatoires ou non. La difficulté est cependant considérée comme plus basse que pour le mode Exploration. Les récompenses sont constituées de plusieurs coffres contenant des pièces d'armure, des armes ou objets plus ou moins rares et une récompense finale avec un objet spécifique, de l'or et de l'expérience.

##### Le mode Exploration
Le mode Exploration est le second mode d'exploration d'un donjon, disponible uniquement une fois le mode Scénario terminé. Ce mode se sous-divise en plusieurs branches possibles, avec un choix à faire entre les trois (quatre pour Arah) « ailes » du donjon, changeant les rencontres et les zones explorées. Ce mode est considéré comme plus difficile, mais est lui aussi scénarisé. Les évènements dynamiques qu'il héberge sont eux aussi soumis aux mêmes règles que dans le mode Scénario : certains sont fixes, d'autres aléatoires. Les récompenses du mode Exploration sont des jetons spécifiques à chaque donjon qui sont à échanger à un marchand spécifique à l'Arche du Lion contre des pièces d'armure et des armes ayant une apparence particulière en référence avec le donjon ou divers objets également en rapport avec le donjon.

#### Les puzzles
Certaines zones contiennent des puzzles qui sont des jeux d'adresse où il faut trouver le bon chemin en sautant sur des plates-formes, passer à travers des labyrinthes ou des énigmes. Il existe plusieurs puzzles, dont un sur chaque carte frontalière montagneuse du Monde contre Monde (McM). À la fin du puzzle se trouve un coffre qui récompense le joueur ainsi qu'un succès. Ces puzzles sont également appelés puzzles de saut.

### Le JcJ

#### Le JcJ structuré
Le JcJ structuré est un mode de JcJ où des équipes de joueurs équilibrées (même nombre de joueurs, même équipement, même nombre de capacités débloquées) se font face, avec des objectifs associés à la carte sur laquelle le combat a lieu. Actuellement, trois modes de jeux existent : "Bastion", "Match à mort" et "Conquête". Le mode possédant le plus de cartes est le mode "Conquête", où l'objectif est de capturer des points de la carte et de les garder le plus longtemps possible, ceux-ci faisant engranger des points à l'équipe. L'équipe obtenant le seuil de points indiqué ou obtenant le maximum de points durant le temps imparti remporte la victoire. Ces victoires permettent de progresser dans des parcours de récompense spécifiques au JcJ Structuré, offrant de l'équipement, des composants d'artisanat ou encore des améliorations esthétiques d'armure entre autres.
De plus, ce mode comporte plusieurs sous-parties dévoilées: le mode « libre », ou chacun peut rejoindre seul ou en groupe restreint (2 joueurs ou plus) un combat en cours ou sur le point de commencer, et le mode « tournoi », ou des équipes prédéterminées par les joueurs se battent, avec des récompenses particulières pour les vainqueurs, et une élimination pour les perdants.

#### Le Monde contre Monde
Le Monde contre Monde est un mode de JcJ où trois serveurs (ou mondes) sont amenés à combattre les uns contre les autres pour obtenir des récompenses et des ressources dont pourront bénéficier leur serveur respectif. Les matchs se tiennent au hasard sur une carte à grande échelle qui permettra à des centaines de joueurs, de tous niveaux, de combattre ensemble.
L'idée est que les joueurs de tous niveaux pourront avoir un impact dans la façon dont ils jouent et qu'ils seront libres de leur choix. Contrairement au JcJ Structuré, chaque joueur gardera son niveau qu'il représente en JcE (compétences, armures, armes etc.) mais il sera directement de niveau 80 (mais pas son équipement). Ce système de sidekick favorise un meilleur équilibrage dans ce mode de jeu.
Toutes les semaines, trois mondes se battent entre eux lors d'une bataille. Le système de choix des adversaires se base sur les similitudes de force des mondes ou sur le rang. Le rang d'un monde augmente avec la fréquence de victoires. Durant le combat, il n'y a pas de moyen de communication direct entre les mondes.
Il y a un champ de bataille lors du lancement, champ découpé en quatre sous-zones : une zone neutre, et une zone dite à "domicile" pour chacun des trois mondes. Chaque carte est garnie de ressources et d'objectifs qui peuvent être capturés par un monde, incluant un château, des forteresses, des tours, des camps de ravitaillements (mines ou scieries). Ces sites, avec la gestion de leur capture et de leur défense, permettent aux équipes de taille différentes de trouver un moyen de participer. Par exemple, les grands groupes ou les guildes peuvent protéger les points principaux, tandis que les joueurs individuels ou des petits groupes peuvent intercepter des caravanes de ressources, affaiblir les défenses des adversaires, ou capturer des objectifs, empêchant l'appel de renforts. Les cartes seront aussi peuplées de PNJ défenseurs qui animent le gameplay, mais leur présence permet aux joueurs qui défendent d'avoir une chance de réellement défendre ou de faire face à une menace crédible. Le McM ne fera pas seulement office de JcJ de masse, mais contiendra également du contenu JcE et des événements dynamiques.
Lorsqu'un nouveau match débute, les joueurs peuvent joindre à n'importe quel moment les 4 cartes et capturer les différents points. Les ressources obtenues des mines et des scieries sont utilisées pour créer des engins de siège et améliorer ou réparer la défense des forteresses. Il est possible de voyager entre les cartes par des portails de téléportation, toutefois les cartes contiennent généralement le nombre maximum de joueurs, une mise en file d'attente pouvant atteindre plusieurs heures est alors nécessaire. À la fin de la semaine, le match se termine, les rangs des mondes sont mis à jour et une autre partie débute.
Divers récompenses sont proposées aux joueurs :
- Bonus pour le monde : Les territoires et les points de contrôle de la carte confèrent des bonus au Monde qui les contrôle, comme une régénération plus rapide de la santé/énergie, un drop rate augmenté ou un gain d'expérience plus important pour une durée limitée.
- Bonus de Guilde :
- Bonus individuel : Les joueurs peuvent gagner de l'expérience et des niveaux en McM. Vaincre des joueurs en Monde contre Monde leur donne des butins automatiquement adaptés à leur niveau réel, ce qui signifie que le joueur peut donc obtenir un meilleur équipement sans avoir besoin de quitter la zone McM[6].

### Artisanat
L'artisanat est le fait de créer des équipements ou des consommables à partir de matériaux récoltés ou recyclés. Le système d'artisanat est divisée en 9 spécialités, le joueur pourra en avoir deux à son actif. Néanmoins, moyennant rétribution, il pourra changer de spécialité auprès d'un PNJ (en conservant les niveaux de ces anciens choix). Il est néanmoins possible d'en acquérir une troisième en achetant une licence contre des gemmes. Chaque métier est nivelé jusqu'à 500 (400 pour Bijoutier, Maître-Queux et Illustrateur) et comporte plusieurs paliers d'avancement, correspondant à différents matériaux d'artisanat (Par exemple si le forgeron d'armure travaille le bronze au début, il travaillera le fer au palier suivant). Chaque palier atteint permet d'apprendre automatiquement des recettes basiques lui correspondant lui permettant ainsi de fabriquer des objets à son niveau sans la création d'éléments en excès. Certaines recettes doivent être découvertes avec des combinaisons de matériaux et un certain niveau de compétence, d'autres encore peuvent être achetées avec du Karma à certains marchands.
Les articles obtenus grâce à l'artisanat auront une apparence unique et leurs statistiques seront identiques à ceux obtenus en JcE et en JcJ.

### Succès
Selon l'activité du joueur, celui-ci peut obtenir des points de succès. Ces derniers permettent d'afficher son engagement dans Guild Wars 2. Les points sont divisés en treize catégories différentes, chacune étant composée d'objectifs contenant un ou plusieurs paliers.

## Races
Guild Wars 2 dispose de 5 races jouables, contrairement à Guild Wars dans lequel seuls les humains étaient disponibles :
| Races    | Capitale             |
| -------- | -------------------- |
| Asuras   | Rata Sum             |
| Charrs   | La Citadelle Noire   |
| Humains  | Le Promontoire Divin |
| Norn     | Hoelbrak             |
| Sylvaris | Le Bosquet           |

### Asuras
Petits êtres de génie, les Asuras furent chassés de leur royaume souterrain par Primordus, et tentent depuis cette arrivée à la surface de prouver leur supériorité intellectuelle sur les autres races. Ils construisirent à cette fin plusieurs portails. Depuis Rata Sum, leur capitale, ces petits scientifiques recherchent des manières de combattre les dragons, devant parfois partager leur savoir malgré eux, tout égoïstes qu'ils sont. Ils croient en l'Alchimie Éternelle, et sont divisés en trois universités : Synergétique, Statique et Dynamique.

### Charrs
Les Charrs, êtres félins humanoïdes ont, après 250 ans, eu de fortes avancées technologiques, notamment dues au fait qu'ils abandonnèrent leurs anciennes divinités ainsi que la magie. Désormais armés de mines et de tourelles, ils ont fondé leur capitale sur la Citadelle Noire, en Ascalon. Leur société guerrière est divisée en légions : la légion de fer, la légion de cendre et la légion sanglante. Une dernière légion, la légion des flammes, existe mais est cependant considérée comme traître, ayant été à l'origine des faux dieux que les Charrs ont rejetés par la suite.
Dans Guild Wars Prophecies, les Charrs ont dominé la terre d'Ascalon qui appartenait aux humains et y ont ensuite construit leur territoire. Dans Guild Wars 2 on découvre leurs progrès technologiques notamment à la Citadelle Noire, symbole industriel de ce peuple guerrier. Les Charrs et les humains ne sont plus en guerre depuis longtemps, mais on apprend tout de même qu'il demeure quelques rivalités à travers les missions de l'Ordre des Veilleurs.

### Humains
Ayant perdu une grande partie de leur territoire et attaqués de toutes parts, depuis longtemps les Humains ne sont plus le peuple dominant de la Tyrie. Reclus en Kryte, ils ont fait du Promontoire Divin leur capitale. Infiltrés par le Blanc Manteau, les humains tentent malgré les incessantes attaques de garder l'intégrité de leur royaume. Vouant un culte aux six Dieux, ils sont ridiculisés par leurs ennemis mais gardent la tête haute.

### Norns
Repoussés au Sud par Jormag, le dragon des glaces, les Norns ont un culte fondé sur les totems majeurs qui les ont aidés à fuir ou à combattre Jormag: le corbeau, l'ours, le loup et la panthère des neiges. Ils sont, grâce à ces totems, capable de se transformer en créatures mi-homme mi-bête. Leur société est très peu organisée, car les Norns sont de nature solitaire. Leur capitale est Hoelbrak. Leurs principaux ennemis sont les draguerres et les fils de Svanir (ces derniers sont des Norns corrompus par Jormag).

### Sylvaris
Les Sylvaris sont une race végétale à apparence humanoïde. Les premiers d'entre eux ne sont apparus il n'y a que vingt-cinq ans. Tous les Sylvaris naissent du grand Arbre clair, planté par Ronan et Ventari, respectivement humain et centaure, qui ont délaissé leurs rancunes dues à la guerre entre leurs deux royaumes, pour former un sanctuaire de paix à cet endroit, et cet arbre domine désormais le Bosquet (la capitale de ce peuple). Les Sylvaris partagent également un même rêve issu de cet arbre. Ils ne cessent de s'interroger sur le monde qui les entoure ainsi que sur le sens de leur existence. Certains Sylvaris refusent d'écouter les enseignements de la tablette de Ventari, qui pour eux a perverti le rêve. Ils pensent donc être les "vrais Sylvaris". Dans leur cruauté, ils tentent d'influencer leur mère par de mauvais rêves. Ils sont appelés "cour des cauchemars".

## Professions
Les professions sont au nombre de 9. Chacune de ces professions peut être classée de façon sommaire selon le type d'armure porté : les érudits portent une armure légère, les aventuriers portent une armure moyenne et les soldats portent une armure lourde. Il existe actuellement trois professions d'érudit, trois professions d'aventurier et trois professions de soldat.
| Soldats                         | Aventuriers                   | Érudits                                 |
| ------------------------------- | ----------------------------- | --------------------------------------- |
| - Guerrier - Gardien - Revenant | - Rôdeur - Voleur - Ingénieur | - Élémentaliste - Nécromant - Envoûteur |

## Compétences
Guild Wars 2 dispose d'un système de compétences bien particulier, qui simplifie leur utilisation, mais diminue leur nombre par rapport à la plupart des MMORPG. Les armes à deux mains (arc, bâton, marteau...) sont directement associées aux cinq premières compétences du joueur tandis que pour les autres types d'armes, il y a d'abord les trois premiers emplacements (deux pour les voleurs, le troisième étant choisi par la combinaison des deux armes) qui sont destinés à des compétences associées à l'arme de la main principale, et les deux derniers à la main secondaire. Le sixième emplacement est destiné à une compétence de soin  et le dernier (10e) à une compétence Élite (plus forte). Les 7e, 8e et 9e compétences, appelées compétences utilitaires, sont au choix mais ne peuvent être Élites. Les compétences de soins, utilitaires et élites sont déblocables via des points de compétences obtenus en faisant simplement des "défis de compétences". Ils ne dépendent ni de la race ni de la profession.
À noter que les cinq premières compétences de l'élémentaliste changent selon son affinité Air, Eau, Feu, Terre, et que certaines classes possèdent des emplacements supplémentaires définis, tel le linceul de mort du nécromant.

### Aptitudes
Les aptitudes sont utilisées pour améliorer les compétences du personnage. Elles sont accessibles en investissant des points dans les différentes lignes d'aptitudes (5 par classe). Chaque personnage acquiert son premier point au niveau 11 puis 1 supplémentaire par niveau. Au niveau maximum (80), le personnage possède donc 70 points d'aptitudes à répartir.
Ces points peuvent être répartis depuis la feuille de personnage, hors combat.
Chaque point investit :
- Augmente les caractéristiques liées à la voie d'aptitudes ;
- Débloque les aptitudes mineures de la voie. Elles sont au nombre de 3 et sont respectivement débloquées à 5, 15, et 25 points ;
- Débloque une sélection d'aptitudes majeures de la voie. 3 aptitudes peuvent être choisies, à 10, 20, et 30 points.

Pour réinitialiser ses points d'aptitudes, il faut utiliser un manuel d'entraînement dont le coût varie selon le niveau, ces manuels sont indispensables pour accéder aux nouvelles tranches d'aptitudes. Le premier est accessible au niveau 11 et coûte 10 pièces d'argent, le deuxième au niveau 40 pour 1 pièce d'or et le dernier au niveau 60 pour 2 pièces d'or.
En JcJ structuré, les points peuvent être réinitialisés gratuitement à n'importe quel moment. Les archétypes et points du JcJ structuré sont sauvegardés indépendamment et n'ont pas d'incidence sur le JcE et le McM.

## Développement
Le développement de Guild Wars 2 est révélé en mars 2007,. Les graphismes, les animations et la détection des collisions dans Guild Wars 2 utilisent DirectX 9. James Fulop, programmeur principal du moteur de l'équipe Guild Wars 2, a annoncé le 16 septembre 2021 qu'ils prévoyaient une conversion DirectX 11 du jeu.

### Bêta
Une première bêta fermée du jeu, réservée seulement à un petit groupe de testeurs sélectionnés par l'équipe de développement, a eu lieu du 16 au 18 décembre 2011. Une bêta spéciale pour les journalistes a ensuite eu lieu en février 2012, ainsi que l'inscription pour la bêta fermée pour les joueurs qui s'est déroulé en mars 2012.
Une version de préachat a été mise en vente à partir du 10 avril 2012 avec 3 différents options d'achat : une édition standard, une édition Deluxe numérique ainsi qu'une édition collector donnant plusieurs avantages dont un accès à toutes les futures bêta, ainsi qu'un accès anticipé au jeu de 3 jours avant la sortie officielle.

### Sortie
L'accès anticipé pour ceux qui ont préacheté le jeu a eu lieu le 25 août 2012 à minuit pour la côte ouest des États-Unis (Pacific time, GMT -7). En Europe, cela correspond à 09h00 du matin, heure de Paris. L'accès anticipé d'un jour pour ceux qui ont précommandé le jeu a eu lieu le 27 août 2012 à 09h00 du matin, heure de Paris.
La sortie officielle a eu lieu le 28 août 2012, 09h00, heure de Paris. À la sortie il y avait 21 mondes nord-américains et 24 mondes européens, dont 4 français, 5 allemands et 1 espagnol. Un 5e serveur français, nommé Pierre Arborea, a ensuite vu le jour fin août 2012.
À l'occasion de son dixième anniversaire, le jeu sort sur Steam en août 2022

## Extensions

### Heart of Thorns
L'extension Guild Wars 2: Heart of Thorns est annoncée officiellement en janvier 2015. Celle-ci rajoute de nouvelles zones, le Cœur de Maguuma, et de nouvelles options de jeu ainsi qu'une nouvelle profession, le Revenant. Elle est commercialisée le 23 octobre 2015. Le magazine Canard PC lui attribue la note de 8/10.
La sortie de l'extension marque également le passage du jeu de base en free to play, ceci créant une véritable polémique parmi les joueurs de la première heure qui se sentent alors floué par Arena.Net. En effet, bien qu'ils aient eu à payer pour le jeu de base, ceux-ci doivent à nouveau payer pour l'extension et ne reçoivent aucune compensation par apport aux nouveaux joueurs qui peuvent désormais rejoindre le jeu de base gratuitement.[réf. nécessaire]

### Path of Fire
L'extension Guild Wars 2: Path of Fire est sortie le 22 septembre 2017. Elle rajoute de nouvelles zones de jeux, le Désert de cristal déjà présent dans Guild Wars et le continent d'Elona déjà présent dans Guild Wars Nightfall, et permet d'explorer le jeu sur des montures. Elle a été notée 17/20 par Jeuxvideo.com.

### End of Dragons
L'extension Guild Wars 2: End of Dragons est annoncée en mars 2020 puis révélée en août de la même année. Elle est sortie le 28 février 2022 et ajoute la région de Cantha, déjà présente dans Guild Wars Factions. Cette extension met fin au cycle des dragons initiée avec le jeu Guild Wars.

### Secrets of the Obscure
Annoncée en mars 2022, Secrets of the Obscure est sorti le 22 août 2023.

### Janthir Wilds
La cinquième extension intitulée Janthir Wilds est sortie le 20 août 2024.

### Visions of Eternity
La sixième extension intitulée Visions of Eternity est prévue pour le 28 octobre 2025.

## Accueil

### Ventes
Deux semaines après sa sortie, en septembre 2012, les ventes mondiales du jeu s'élèvent à 2 millions d'exemplaires. En août 2015, ArenaNet annonce que le jeu s'est écoulé à plus de 5 millions d'exemplaires, avant le passage du jeu initial en free-to-play. En octobre 2017, le jeu compte plus de 11 millions de joueurs.